# Werner Stauffacher

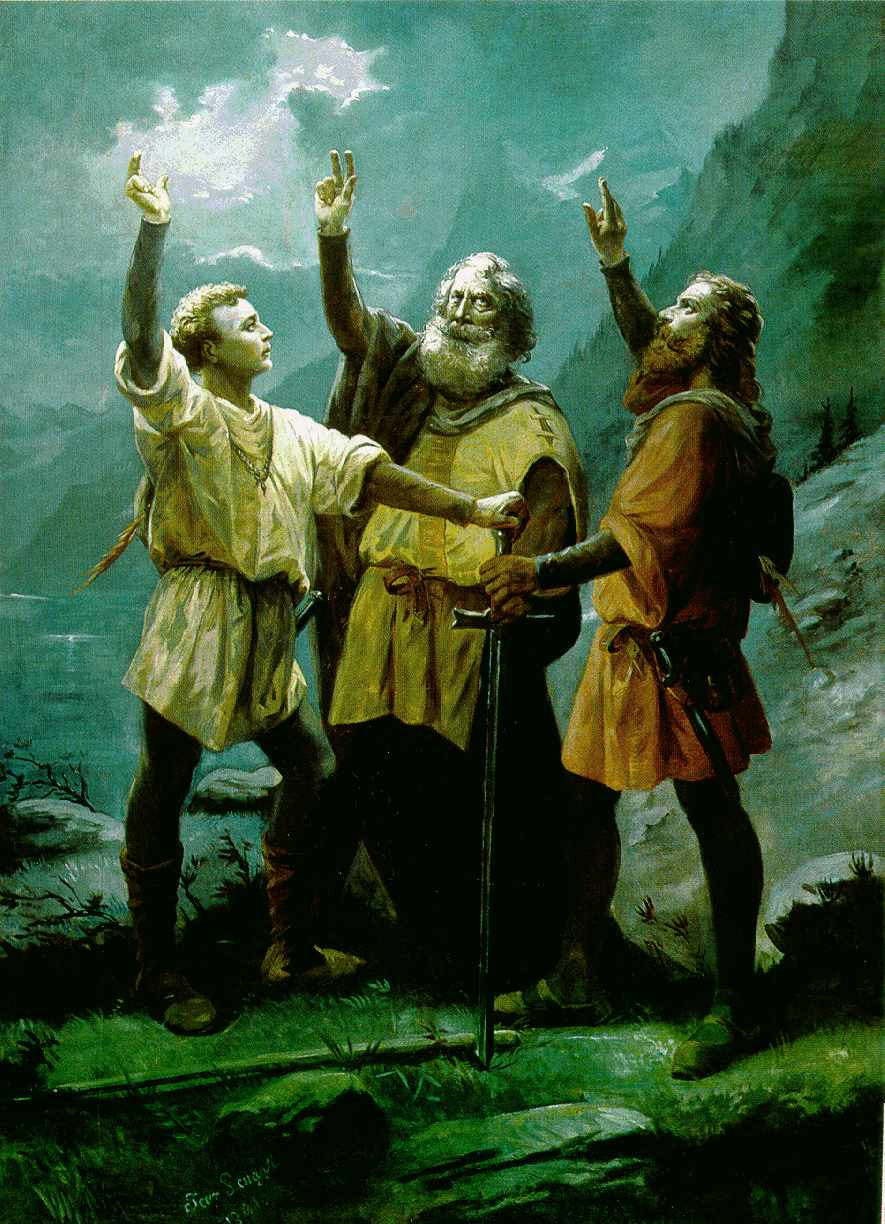
Le serment du Grütli.

Werner Stauffacher est le nom attribué à l'un des fondateurs légendaires de la Confédération suisse. Le patronyme Stauffacher désigne en fait des personnages historiques non moins intéressants et cruciaux pour l'histoire de la Suisse.

## La légende
Werner Stauffacher aurait été un paysan aisé dont la nouvelle maison de Steinen, dans le canton de Schwytz, aurait déplu au bailli Gessler, installé à Küssnacht pour dominer la région d'Uri et de Schwytz pour le compte des seigneurs de Habsbourg.
Gessler aurait interrogé Werner Stauffacher sur le propriétaire de la maison, et celui-ci aurait répondu :
« — Elle appartient à monseigneur le roi ; c'est votre fief et le mien. »
« — Je représente le roi, aurait répondu le bailli, et je ne veux pas que les paysans bâtissent sans ma permission des maisons où ils vivent en seigneurs. »
C'est alors que la femme de Stauffacher, inquiète, aurait convaincu son mari de se rendre à Uri afin de fédérer les bonnes volontés contre la domination des baillis. Stauffacher se serait alors rendu à Uri et là, avec Walter Fürst et Arnold de Melchtal, ils auraient décidé de se réunir secrètement sur la prairie du Grütli avec dix hommes. À la nuit tombée, les trois conjurés y auraient prêté le serment de libérer les trois vallées et de vivre ou mourir en hommes libres. On ne connaît pas la part de légende dans ce dernier épisode, que l'opinion suisse associe fermement avec la signature du pacte fédéral d'août 1291 entre les communautés d'Uri, Schwytz et d'Unterwald, et qui se commémore le 1er août, fête nationale suisse.
Guillaume Tell, personnage encore plus légendaire, dans tous les sens du terme, n'aurait pas participé ; en revanche, Werner Stauffacher joue un rôle dans le drame de Schiller.

## Faits historiquement établis

### Les Habsbourg
Les Habsbourg n'étaient pas des étrangers sur les terres suisses : ils tirent leur nom du château de Habsbourg, à l'origine Habichtsburg (« château des autours »), bâti vers 1020 dans le canton d'Argovie et siège de la famille aux XIIe et XIIIe siècles.
Cependant, l'accession du Duc Rodolphe 1er sur le siège impérial en 1273 et sa conquête en 1278 de l'Autriche, de la Styrie et de la Carniole aux dépens du Roi de Bohême Ottokar II de Bohême leur avait donné une puissance disproportionnée.
Rodolphe avait respecté les libertés traditionnelles des Suisses, qui entendaient ne donner leur allégeance qu'à l'Empereur et non au Duc d'Autriche, mais son fils Albert Ier souhaitait s'assurer le contrôle lucratif du col du Saint-Gothard vers l'Italie. Il avait d'abord, de 1282 à 1283, gouverné le Duché d'Autriche et de Styrie conjointement avec son frère Rodolphe II, puis seul, de 1283 à sa mort (assassiné par son neveu en 1308).
Son fils Frédéric le Bel (1286-1330) devait lui succéder, laissant à son frère Léopold Ier d'Autriche le soin de gérer les possessions alémaniques des Habsbourg, connues sous le nom de Vorderlande ou Vorderösterreich : ce qui le mettait au contact des Suisses. En 1313, mourut l'Empereur Henri VII de Luxembourg qui avait confirmé en 1309 les Droits de la nouvelle Confédération, la déclarant sous autorité impériale directe et donc sans autre suzerain. Frédéric se porta candidat à sa succession, en même temps que son cousin Louis de Wittelsbach. Les Suisses prirent parti pour le candidat bavarois, dont ils attendaient un meilleur respect de leurs Droits ; c'est à l'occasion d'une querelle avec l'abbaye d'Einsiedeln que Léopold les attaqua en 1315.

### Les Stauffacher
La commune de Steinen confirme la présence d'une famille Stauffacher au début de l'histoire de la ville, aux XIIIe et XIVe siècles, et conserve précieusement une Gült (sorte de reconnaissance de dette), datée du 29 juin 1368, et qu'un Werner Stauffacher a marquée du sceau aux armes de sa famille. Les archives de la ville signalent un Werner Stauffacher (l'Ancien) en l'an 1267. Son fils Rudolf y apparaît comme Landammann de Schwytz, en 1275 et 1281, ainsi que de 1291 à 1309. Les fils d'icelui, Heinrich et Werner, étaient des Landammänner à l'époque de Morgarten.
C'est un Werner Stauffacher qui passe pour avoir, en tant que Landammann de Schwytz, dirigé les quelque 1 500 montagnards suisses qui, le 15 novembre 1315, défirent les troupes (entre 3 000 et 5 000 soldats professionnels) du duc Léopold Ier d'Autriche, seigneur de Habsbourg, à la bataille de Morgarten, au sud de Zurich.

## Landammann Stauffacher(film de 1941)
C'est au Werner Stauffacher de Morgarten, quoique également mis en scène comme un des signataires légendaires du Pacte du Grütli, que se réfère Landammann Stauffacher, le film que le réalisateur Leopold Lindtberg tourna en 1941 avec Heinrich Gretler dans un rôle sur mesure de héros national et Anne-Marie Blanc dans le rôle de sa fille Margret.
Ce film historique est donc aussi un film de combat, tourné pour renforcer le patriotisme suisse face au danger nazi : le 25 juin 1940, juste après la défaite française, la Suisse était complètement encerclée et son président Marcel Pilet-Golaz avait tenu à la radio un discours jugé défaitiste et conciliant à l'égard de l'Axe. Le commandant en chef de l'armée, le général Henri Guisan décida au contraire d'organiser la défense autour du concept de « réduit national », transformant les Alpes en forteresse et bloquant les cols convoités par l'Axe. Le 25 juillet 1940, au Rapport du Grütli, six cent cinquante commandants de l'armée suisse renouvelèrent leur serment de fidélité au drapeau.
Pour combattre la propagande de Joseph Goebbels, le Conseil fédéral obligea les cinémas à acheter les actualités du Ciné-journal suisse. Lindtberg et son producteur Lazar Wechsler décidèrent pour leur part, malgré l'hostilité apeurée du gouvernement Pilet-Golaz[réf. nécessaire] (né dans une famille juive de Vienne, Lindtberg avait fui le nazisme et s'était réfugié en Suisse), de renforcer l'esprit de résistance des Suisses en mettant en scène la légende fondatrice de leur indépendance. Peu de temps après, le réalisateur suisse Franz Schnyder devait, à son tour, apporter sa contribution au moral des troupes en mettant en scène le même Heinrich Gretler et la même jeune Anne-Marie Blanc dans Gilberte de Courgenay (1941) qui contait l'histoire d'un hôtel suisse frontalier au voisinage des combats de la Première Guerre mondiale. Les deux films furent de grands succès.
Landammann Stauffacher était une production énorme pour l'époque, de l'ordre de 200 000 francs suisses sans aucune subvention, et comprenant la construction d'un village du XIIIe siècle au bord du lac de Schwytz et 500 figurants en costume. En outre il s'agissait d'une zone stratégique et le Conseil fédéral tardait à accorder l'autorisation pour y tourner. Le général Guisan dut même intervenir pour empêcher la faillite de l'entreprise : le tournage put avoir lieu, sous condition d'une surveillance militaire[réf. nécessaire].
Le scénariste Richard Schweizer, qui avait d'abord envisagé de mettre en scène le personnage du fils de Guillaume Tell, décida de se concentrer sur le chef militaire de Morgarten et de le présenter comme le précurseur, à peine déguisé sous son armure, du général Guisan.
Stauffacher y appelle à une lutte « dure comme le granit » contre les Habsbourg. Le jour du combat, les forces d'Uri et d'Unterwald se font attendre et les habitants de Schwytz hésitent à livrer bataille. Stauffacher leur dit alors : « Pourriez-vous vivre sans liberté ? Non ! Alors autant mourir au combat ! ». Les alliés finissent par arriver, et à Morgarten, « une poignée d'hommes déterminés livra victorieusement une bataille pour une liberté qui perdure encore de nos jours ».
Erich Langjahr a inséré des emprunts faits à ce film dans La bataille de Morgarten (Morgarten findet statt en allemand), film tourné en 1978 sur le concours de tir organisé chaque année sur place pour commémorer la bataille.